# دهستان کوت عبدالله
دهستان کوت عبدالله، یکی از دهستان‌های بخش مرکزی شهرستان کارون در استان خوزستان ایران است. مرکز این دهستان، روستای مظفریه است.

## جمعیت
بر پایه سرشماری عمومی نفوس و مسکن در سال ۱۳۹۵، جمعیت دهستان کوت عبدالله برابر با ۱۴٬۷۹۹ نفر بوده است.